# Monte Cimone
El monte Cimone es el mayor relieve de los Apeninos septentrionales, con una altura de 2165 m s. n. m.

## Geografía
La montaña se extiende por los municipios de Fiumalbo, Sestola, Fanano y Riolunato, de la provincia de Módena, Emilia-Romaña (Italia). Su interior alberga una estructura militar; por esta razón, durante la Guerra Fría, el acceso al pico estaba prohibido.

## Actividades deportivas
Es una frecuentada estación de esquí en el invierno. Hay 31 pistas de esquí de una longitud total de más de 50 km (el sendero más largo es de 3,6 km) servido por 26 telesillas. La temporada de esquí usualmente comienza a principios de diciembre (a menudo en el último fin de semana de noviembre) y acaba a mediados de abril. La estación está compuesta por seis áreas diferentes (Passo del Lupo, Polle, Cimoncino, Lago Ninfa, Montecreto y Pian del Falco) bien unidos por senderos y telesillas.
Famosas son las pistas número 9-Nord Funivia (pista roja, longitud 1,9 km), número 10-Direttissima (pista negra, longitud 1,7 km), 17-Sette Fontane (pista rojo/negra, longitud 2,7 km) y 5-Delle Aquile (pista roja/negra, longitud 2,7 km). También lo frecuentan los snowboarders pues alberga un parque de nieve bastante grande en la zona del Passo del Lupo y otros dos parques menores en las zonas del lago Ninfa y Polle.